# Kościół św. Michała Archanioła w Tuchomiu
Kościół świętego Michała Archanioła – rzymskokatolicki kościół parafialny należący do parafii pod tym samym wezwaniem (dekanat Bytów diecezji pelplińskiej).
Jest to świątynia wzniesiona na początku XX wieku, na miejscu spalonej w 1899 roku świątyni datowanej na XVII wiek. Budowla jest neoromańska, ceglana, wzniesiona na planie prostokąta z wydzielonym prezbiterium. Otwory okienne i drzwiowe zwieńczone są półokrągłymi łukami, natomiast kościelna drewniana wieża znajdująca się od strony zachodniej i zwieńczona barokowym dachem hełmowym dopełnia całość tej wyjątkowej budowli. Wnętrze kościoła zostało urządzone z dużą ilością drewna, podstawowego surowca wykończeniowego XX wieku. W ołtarzu głównym znajduje się obraz przedstawiający św. Michała walczącego z szatanem, a nad nim kopia obrazu Matki Boskiej Częstochowskiej. W głównej części ołtarza są umieszczone również rzeźby przedstawiające czterech ewangelistów, których postacie posiadają naturalne rozmiary i złocone tabernakulum znajdujące się poniżej obrazu św. Michała. Ołtarz jest zwieńczony misternie rzeźbioną monstrancją. Stół ofiarny został wykonany z jasnego drewna, w którego przedniej części została wkomponowana płaskorzeźba przedstawiająca ostatnią wieczerzę. Kościół posiada również 14 stacji drogi krzyżowej, które powstały przed 1945 rokiem, chrzcielnicę z XVIII wieku wykonaną z lipowego i dębowego drewna oraz zabytkowe barokowe lichtarze wykonane z cyny.